# Tsutomu Hata
Tsutomu Hata (羽田孜 Hata Tsutomu, 24 d'agost de 1935-28 d'agost de 2017) fou un polític japonès i 51é Primer Ministre del Japó des del 28 d'abril de 1994 fins al 30 de juny de 1994. Va ser diputat a la Cambra de Representants del Japó des de 1969 fins a 2012.

## Biografia
Naixqué l'any 1935 a Tòquio sent fill d'un diputat del Partit Liberal Democràtic del Japó, Bushiro Hata. Va graduar-se a la Universitat Seijo i va treballar a la companyia d'autobusos Odakyu des de 1958 fins a 1969.
El 1969, Hata entrà a la Cambra de Representants del Japó representant a la prefectura de Nagano com a membre del PLD i a la decada dels 80 va arribar a ser un líder important de la facció Tanaka/Takeshita.
Durant el govern de Kiichi Miyazawa, l'any 1991, va exercir de ministre de finances. L'any 1993 deixà el PLD per a fundar el Partit de la Renovació amb el també polític del PLD Ichirō Ozawa, formant part del govern de coalició anti-PLD encapçalada per Morihiro Hosokawa. En aquell govern, Hata exercí de ministre d'afers exteriors.
El 28 d'abril de 1994, Hosokawa va renunciar com a primer ministre i Hata va accedir al càrrec. Tot i això però, el Partit Socialista del Japó havia abandonat la coalició destruint la majoria a la dieta. Després d'una moció de confiança, va haver-hi de renunciar aquell mateix juny, permetent que el socialista Tomiichi Murayama prenguera possessió del càrrec el 30 de juny.
Després d'això, el seu partit va integrar-se dins del Partit de la Nova Frontera a finals de 1994 i Hata va competir amb Ozawa pel lideratge del partit. Una vegada va perdre, ell i altres 12 membres de la dieta van formar el Partit del Sol. El partit va integrar-se dins del Partit del Bon Govern en gener de 1998, i aquest mateix va integrar-se més tard dins del Partit Democràtic del Japó en abril d'aquell mateix any.

## Distincions
- Gran Cordó de l'Ordre de les Flors de Paulownia (29 d'abril de 2013).[4]